# توبوليف تو 154
طائرة توبوليف تو 154 (بالروسية: Ту - 154) هي طائرة نفاثة ذات ثلاثة محركات متوسطة المدى وتصنف ضمن طائرات البدن الضيق صممت وصنعت شركة توبوليف للطائرات الطائرة في منتصف 1960. وقد أصبحت وقت إنتاجها العمود الفقري لشركة الطيران السوفيتية إيروفلوت وجميع شركات الطيران العاملة في الاتحاد السوفيتي، وقد خدمت على أكثر من سدس مساحة اليابسة في العالم وحملت ما يعادل نصف المسافرين جوا بواسطة شركة ايروفلوت وفروعها (137.500.000 في السنة أو 243.800.000.000 كيلومتر مسافر في 1990). بعد أن صُدرت وشغلتها شركات الطيران غير الروسية وعدد من القوات الجوية لدول العالم، إلا انها بقت تعمل كطائرة رحلات داخلية في روسيا والجمهوريات السوفيتية السابقة حتى منتصف 2000.
تصل سرعة العبور إلى 850 كيلومترا في الساعة، ويبلغ مداها 5280 كيلومتر، وهي قادرة على الإقلاع من مدارج غير معبدة أو مفروشة بالحصى وقد استخدمت على نطاق واسع في مطارات أقصى القطب الشمالي وفي اسوء ظروف مناطق روسيا الشمالية والشرقية حيث كانت طائرات أخرى غير قادرة على العمل بسبب عدم وجود مرافق الطيران الأساسية هناك. . انتهى الإنتاج التسلسلي للطائرة في فبراير 2013.
في يناير 2010، أعلنت شركة ايروفلوت أن أسطولها من طائرات توبوليف 154 الموجود في الخدمة منذ 40 سنة سيحال إلى التقاعد. وأجريت آخر رحلة في آخر يوم من 2009 وكانت الرحلة لايروفلوت تحمل رقم 736 من ييكاتيرينبرغ إلى موسكو في 31 ديسمبر 2009.
في 28 اكتوبر 2020 نظمت شركة الطيران الروسية «آلروسا» آخر رحلة لطائرة توبوليف تو 154 قبل احالتها إلى التقاعد، من بلدة ميرني إلى مدينة نوفوسيبيرسك، ونقلت الرحلة الاخيرة 140 راكبا.

## حوادث السقوط والتحطم
سجل الامان للطائرة مليئ بالحوادث 
. إذ تعرض هذا الطراز لحوالي 111 حادث تحطم مختلف منذ 1970. وفي ما يلي أبرز الحوادث التي حصلت لطائرات توبوليف تو 154:
- في 11 أكتوبر 1984 وقع حادث تحطم طائرة من طراز توبوليف تو 154 التي اقلعت من مطار كراسنودار بروسيا متجهة إلى مطار أومسك الروسي، خلال حالة جوية سيئة، وأثناء هبوطها اضطرارياً توقفت أضواء الهبوط. وفوجئ طاقم الطائرة بكاسحات الثلج على الأرض فاصطدمت بها الطائرة، ما أدى إلى كسر خزانات الوقود واشتعال الطائرة. وقتل في الحادث 174 شخص.[7]
- في 10 يوليو 1985 وقع حادث تحطم طائرة من طراز توبوليف تو 154 التي أقلعت من مطار قرشي في أوزباكستان متجهة إلى روسيا، محلقة على ارتفاع 11.600 متر، بسرعة طيران 400 كم/ ساعة، وأدّت تلك السرعة المنخفضة نسبياً إلى اهتزازها، فظن قائدها أن تلك الاهتزازات ناتجة عن خلل في المحرك، وهذا ما دفعه إلى خفض سرعة الطيران إلى 290 كم/ ساعة، وسقطت الطائرة على الأرض بعد فشل كل محاولات الحفاظ على ارتفاعها. وقتل في الحادث 200 شخص من بينهم 9 من أفراد طاقم الطائرة.[7]
- وفي 29 اوت 1996 سقطت طائرة من طراز توبوليف 154 كانت تستأجرها شركة تعدين روسية في طريقها إلى جزيرة سبيتزبرجن، وقتل في الحادث 141 شخصا.[7]
- 3 يوليو 2001 تحطمت طائرة من طراز توبوليف-154 تابعة لشركة فلاديفوستوكافيا بالقرب من مطار اركوتسك في سيبيريا بسبب خطأ ملاحي، وسبب ذلك 145 قتيلًا.[8]
- وفي 22 أغسطس 2006، وقع حادث تحطم طائرة طراز توبوليف تو 154 التي أقلعت من مطار أنابا بروسيا، في اتجاهها إلى مطار سانت بطرسبرج بولكوفو بروسيا. واجهت الطائرة عاصفة رعدية شديدة ممّا تسبب بشكلٍ مفاجئ في ارتفاعها من 11.961 متراً إلى 12.794 متراً خلال عشر ثواني فقط، وأدى ذلك إلى فقدان السيطرة على وضع الطيران اليدوي فتحطَّمت الطائرة في الجو وسقطت قرب دونتسك. وقتل في الحادث 170 شخصا.[7]
- 1 سبتمبر 2006 انزلاق واحتراق طائرة توبوليف تو 154 تابعة للطيران الإيراني السياحي أثناء هبوطها في مطار مشهد في نهاية رحلة من بندر عباس، ونجم عن الحادث مقتل 28 راكب واصيب 50 من أصل 148 كانوا على متنها.[9]
- 15 يوليو 2009: تحطمت طائرة تي يو 154 تابعة لخطوط «قزوين» الإيرانية أثناء رحلة بين طهران ويريفان، شمالي إيران، مما أدى إلى مقتل 168 شخصا.
- في 10 افريل 2010 وقع حادث تحطم طائرة الرئيس البولندي وهي من طراز توبوليف تو 154، سقطت الطائرة في مطار سمولينسك الروسي وسط ضباب كثيف، وأسفر الحادث عن مقتل 96 شخصا هم الرئيس البولندي ليخ كاتشينسكي وزوجته ورئيس أركان الجيش وعدد من كبار الضباط ورئيس البنك المركزي البولندي وأعضاء من البرلمان وطاقم الطائرة.[10]
- في 4 ديسمبر 2010: تحطمت طائرة من طراز توبوليف 154 التابعة للخطوط الجوية الداغستانية والتي كانت تقوم برحلة من موسكو إلى محج قلعة - عاصمة جمهورية داغستان الروسية. تحطمت بعد إقلاعها من مطار«دوموديدوفو» في موسكو، ونتيجة الهبوط الاضطراري في مدرج رقم P 32، قتل شخصان، من بينهما شقيق لرئيس جمهورية داغستان، وجرح 83.و كان على متنها 163 راكبا و 9 من أفراد الطاقم.[8]
- 12 فبراير 2002 تحطمت طائرة توبوليف-154 تابعة للخطوط الداخلية الإيرانية في منطقة جبلية في جنوب غربي البلاد. قتل 117 شخص.[11] last = Malek.Samara
- 22 أغسطس 2006 تحطم طائرة «توبوليف-154» تابعة لشركة «بولكوفو» الروسية في أوكرانيا، متسببة في مقتل 170 شخصًا على متنها.[8]
- في 25 ديسمبر 2016 وقع حادث تحطم طائرة وزارة الدفاع الروسية 2016 في البحر الأسود وهي من طراز توبوليف تو 154 كانت متوجهة إلى مطار حميميم بمدينة اللاذقية في سوريا وقد نُسب الحادث إلى عدم قدرة قائد الطائرة على السيطرة رغم إشارات حول أعطال ظهرت في الجناح، حسبما ورد من جهاز التسجيل. قتل في الحادث 92 شخص، هم طاقم الطائرة وعسكريين وصحفيين وأعضاء من الفرقة الموسيقية إكسندورف الذين كانوا في طريقهم لتقديم عروض ترفيهية للجنود الروس في سوريا.[12]

## المواصفات
| المواصفات                     | Tu-154B-2                            | Tu-154M                               |
| ----------------------------- | ------------------------------------ | ------------------------------------- |
| طاقم الطائرة                  | ثلاثة أو اربعة                       | ثلاثة أو اربعة                        |
| عدد الركاب                    | 114-180                              | 114-180                               |
| الطول                         | 48 متر (157 قدم و6 بوصة)             | 48 متر (157 قدم و6 بوصة)              |
| المسافة بين الجناحين          | 37.55 متر (123 قدم و2 بوصة)          | 37.55 متر (123 قدم و2 بوصة)           |
| مساحة الجناحين                | 201.5 متر مربع (2169 قدم مربع)       | 201.5 متر مربع (2169 قدم مربع)        |
| ارتفاع بدن الطائرة            | 11.4 متر (37 قدم و5 بوصة)            | 11.4 متر (37 قدم و5 بوصة)             |
| الوزن الأقصى للاقلاع          | 98.000 كيلو غرام – 100.000 كيلو غرام | 102.000 كيلو غرام – 104.000 كيلو غرام |
| الوزن فارغة                   | 50.700 كيلو غرام                     | 55.300 كيلو غرام                      |
| السرعة القصوى                 | 950 كيلومتر/ ساعة                    | 950 كيلومتر/ ساعة                     |
| المدى بالحمولة القصوى         | 2,500 كيلومتر (1,600 ميل)            | 5,280 كيلومتر (3,280 ميل)             |
| المدى مع أقصى تحميل من الوقود | 3,900 كيلومتر (2,400 ميل)            | 6,600 كيلومتر (4,100 ميل)             |
| سقف الطيران                   | 12.100 متر (39.700 قدم)              | 12.100 متر (39.700 قدم)               |
| المحرك (3 محركات)             | KuznetsovNK-8-2U                     | SolovievD-30KU-154                    |

### المشغلون
تعمل حاليا 56 طائرة فقط في الخدمة الفعلية وذلك لدى شركات الطيران التالية
| شرطة الطيران                   | عدد الطائرات  |
| ------------------------------ | ------------- |
| الخطوط الجوية الكورية الشمالية | 4             |
| مؤوسسة الروسا ميرني الجوية     | 5             |
| Aria Air                       | 3             |
| Moscow Airlines                | 2             |
| Aviaenergo                     | 3             |
| الخطوط الجوية البيلاروسية      | 3             |
| Eram Air                       | 3 (على الأرض) |
| Gazpromavia                    | 3             |
| KMV                            | 9             |
| Kogalymavia                    | 5             |
| الخطوط الجوية القيرغيزية       | 2             |
| South East Airlines            | 5             |
| Taban Air                      | 1 (على الأرض) |
| الخطوط الجوية الطاجيكية        | 6             |
| Tatarstan Airlines             | 5             |
| UTair Aviation                 | 19            |
| طيران فلاديفوستوك              | 3             |
| Yakutia Airlines               | 6             |